# Études indo-européennes
Les études indo-européennes couvrent un domaine de la linguistique traitant des langues indo-européennes, à la fois actuelles et éteintes, dans un cadre de recherches interdisciplinaires. Son objectif est d'amasser des informations sur l'hypothétique proto-langue à partir de laquelle toutes ces langues sont les descendantes, un langage baptisé proto-indo-européen (PIE), et ses locuteurs, les Proto-Indo-Européens. Ces études abordent également la société et la religion indo-européenne. Les études recherchent d'où serait originaire cette proto-langue et comment elle se propagea.

## Présentation
Les études indo-européennes se fondèrent sur la linguistique comparée, qui est la méthode utilisée en recherche linguistique pour étudier l'histoire et l'évolution des langues (prises individuellement) ou des familles de langues. C'est une discipline éminemment diachronique qui procède de la philologie. 
Les langues indo-européennes sont parfois considérés comme faisant partie de la super-famille des langues nostratiques ou élargie aux langues eurasiatiques. C’est le linguiste danois Holger Pedersen qui proposa le premier de regrouper l’indo-européen avec d’autres familles et inventa le terme de « nostratique ». 
Les langues nostratiques seraient une superfamille ou macro-famille de langues qui regrouperaient plusieurs familles de langues d'Eurasie : les langues indo-européennes, ouraliennes, altaïques, caucasiennes du Sud (géorgien, svane, laze, etc.) et chamito-sémitiques.

## Historique
Dès l'Antiquité, les philosophes, tels que Socrate ou Aristote, émettent l'idée d'une évolution linguistique avec des modifications par insertion, suppression, transposition et substitution. Le grammairien de l'Inde antique,  Pāṇini (560-480 a.v. J.-C.), est considéré comme le fondateur de la littérature et de la langue sanskrites. Il est célèbre pour avoir formulé en 3 959 sûtras, connues sous le nom d'Aṣṭādhyāyī (en devanāgarī अष्टाध्यायी) et également appelées Pāṇinīya (en devanāgarī पाणिनीय), les règles de morphologie de cette langue. L'Aṣṭādhyāyī reste toujours aujourd'hui l'ouvrage le plus connu sur la grammaire du sanskrit.
Au Moyen Âge, le gallois Giraud de Barri affirma que le gallois, le cornique et le breton avaient leur origine issue d'une source commune.
Les premières mises en évidence d'une proto-langue indo-européenne remontent au milieu du XVIe siècle puis au début du XVIIe siècle et ensuite au XVIIIe siècle. 
Au XVIe siècle, le philologue Joseph Juste Scaliger a identifié le grec, les langues germaniques, romanes et slaves en comparant le mot «Dieu» dans les différentes langues européennes. 
Marcus Zuerius van Boxhorn est considéré comme le premier à avoir soupçonné l'existence d'une ancienne langue commune (l'indo-européen) aux langues néerlandaise, grecque, latine, perse,  germaniques, slaves, celtes et baltes ; langue-ancêtre qu'il avait baptisée du nom « scythique ».
En 1710, le philologue Gottfried Wilhelm Leibniz appliqua les idées de gradualisme et d'uniformitarisme à la linguistique.
En 1713, William Wotton suggère l'existence d'une proto langue indo-européenne.
Mikhaïl Lomonossov compara des éléments linguistiques dans différentes langues du monde, notamment le slave, le balte, le perse, le finnois, le chinois, le khoïkhoï (alors appelé « hottentot »), et d'autres langues. Il émit l'idée de temps dans l'évolution des langues, notamment en partant de sa propre langue, le russe et une langue proche, de la même famille slave, le polonais. Il évoque alors les temps très lointains ou les langues d'autres familles linguistiques indo-européennes, telles que les langues germaniques, romanes ou grecque n'étaient pas encore séparées. 
Le linguiste William Jones avance l'hypothèse d'une proto langue commune indo-européenne qui pourrait être le sanskrit. Lors d'une conférence donnée en 1786, il déclara : 

« La langue sanskrite, quelle que soit son ancienneté, est d'une structure merveilleuse ; plus parfaite que le grec, plus riche que le latin, et plus exquisément raffinée que ce soit, mais en gardant de chacune d'elles une affinité plus forte, à la fois dans les racines verbales et les formes grammaticales, et qu'un accident aurait créé ; aussi fort en effet, qu'aucun philologue ne pourrait examiner toutes les trois, sans croire qu'elles sont issues à partir d'une source commune, qui, peut-être, n'existe plus. »

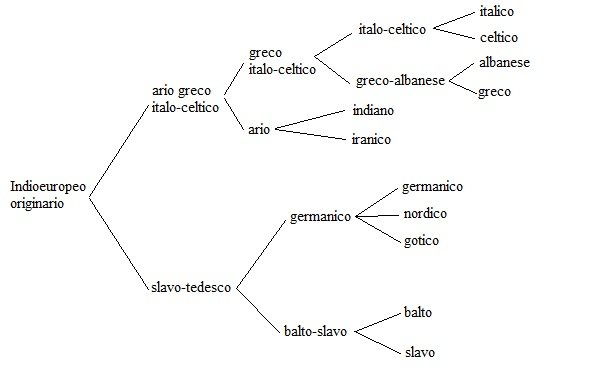
Le modèle de Schleicher des langues indo-européennes

La protolangue est baptisée Indo-European « indo-européen » par Thomas Young en 1813,. Le terme indo-européen est repris en français par Adolphe Pictet dans une lettre de 1836 à August Wilhelm Schlegel, frère de l'indo-européaniste Friedrich Schlegel (1772 - 1829). Outre F. Schlegel, parmi les premiers indo-européanistes reconnus, on peut citer Rasmus Rask (1787-1832), Jakob Grimm (1785-1863), le comparatiste Franz Bopp (1791-1867), à qui l’on doit la vulgarisation du terme indo-européen
Au cours du XIXe siècle, le linguiste allemand, August Schleicher tenta de reconstituer l'indo-européen commun dans son œuvre majeure Compendium der vergleichenden Grammatik der indogermanischen Sprachen. Son compatriote, Franz Bopp publia une grammaire comparée traduite en français par Georges Dumézil. 
Au début du XXe siècle, le linguiste suisse, Ferdinand de Saussure, réalisa par ses recherches en linguistique, de grands progrès dans la connaissance linguistique et la langue indo-européenne commune. Il avança l'hypothèse de la théorie des laryngales, ses travaux furent repris et améliorés par le Danois Hermann Møller pour expliquer certains traits du vocalisme en indo-européen et en proto-indo-européen. 

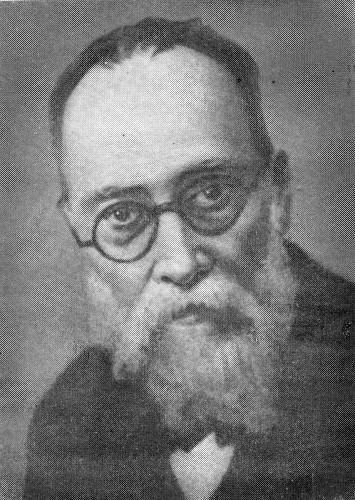
Antoine Meillet

En 1903, le linguiste Antoine Meillet considérait qu’« aucune méthode connue ne permet de faire, pour expliquer l’indo-européen, autre chose que des suppositions invérifiables ». Toutefois, il s'efforce dans son Introduction à l'étude comparative des langues indo-européennes de mettre en évidence « grâce à la détermination des éléments communs indiqués par les concordances » des langues historiquement attestées « ce qui est la continuation d’une forme ancienne de la langue, et ce qui est dû à un développement propre et original. »
En France, Antoine Meillet (1866-1936) jouera un rôle décisif et sera considéré comme « un maître des études indo-européennes », tout comme le linguiste Émile Benveniste (1902-1976), auteur d’un célèbre ouvrage consacré au Vocabulaire des institutions indo-européennes. 
L'indo-européen commun, tel qu'on le décrivait au début des années 1900, est en général toujours accepté aujourd'hui. Les travaux ultérieurs sont pour la plupart des peaufinages et des systématisations, ou des incorporations de nouvelles informations, comme la découverte des langues anatoliennes et tokhariennes, inconnues du XIXe siècle. Le contre-modèle que constituerait un Sprachbund (aire linguistique), c'est-à-dire un ensemble de langues originellement indépendantes qui auraient convergé par influence mutuelle, est écarté au vu de la nature des phénomènes observés.
La théorie laryngaliste notamment, dans sa formulation primitive, discutée depuis les années 1880, s'impose comme le courant dominant après 1927 où Jerzy Kuryłowicz annonce la découverte de la survivance de certains de ses phonèmes hypothétiques dans des langues anatoliennes. L'Indogermanisches etymologisches Wörterbuch, de Julius Pokorny, paru en 1959, donne un aperçu des connaissances sur le lexique accumulées jusqu'au début du XXe siècle, mais néglige les tendances contemporaines de la morphologie et de la phonologie, et ignore en grande partie les groupes anatolien et tokharien. 

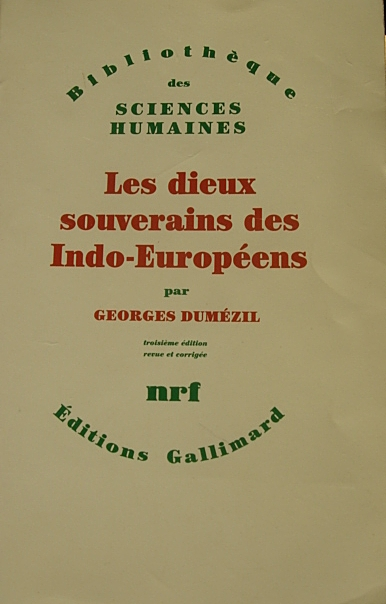
Georges Dumezil, Les dieux souverains des Indo-Européens, Gallimard, 1977

La génération d'indo-européanistes active dans le dernier tiers du XXe siècle (comme Calvert Watkins (en), Jochem Schindler (en) et Helmut Rix) a approfondi la compréhension de la morphologie, et de l'alternance vocalique dans la vague de L'apophonie en indo-européen de Kuryłowicz (1956). Depuis les années 1960, les connaissances sur le groupe anatolien sont suffisamment élargies pour établir sa filiation par rapport à l'indo-européen. D'une manière générale, la diversité des points de vue sur le système phonologique à reconstruire n’infirme en rien la validité générale de l’hypothèse selon laquelle il s'agit d'une famille historique.
En 1986, André Martinet (1908-1999), « l’une des grandes figures du structuralisme fonctionnaliste », établit une synthèse des connaissances sur le sujet avec son ouvrage Des steppes aux océans : l'indo-européen et les indo-européens.
La reconstruction du discours s'est opérée, elle, depuis les premières découverts d'Adalbert Kuhn qui publie en 1842 Märkische Sagen und Märchen en passant par les travaux de Rüdiger Schmitt (de) concernant le formulaire poétique jusqu'à la synthèse de Didier Calin (2017). Tout comme la reconstruction lexicale, elle opère sur des concordances formelles, mais qui, cette fois, concernent des syntagmes nominaux, parfois des phrases. 
Le français Georges Dumézil étudie la mythologie comparée qui est une approche anthropologique. Il est poussé dans cette direction par Antoine Meillet, qui veut le voir reprendre l'étude de la religion indo-européenne là où elle a été abandonnée depuis plusieurs décennies et abandonné par ses pairs philologues qui lui reprochent, pour les uns, d'inclure trop de mythologie dans des études littéraires et, pour les autres, de plier les faits à sa théorie. Celle-ci, vivement contestée à ses débuts, a eu une influence décisive sur toute une génération d'historiens, linguistes et comparatistes.

## De nombreux débats et hypothèses alternatives
Dans les années 1920 et 1930, le linguiste marxiste Nicolas Marr, dont la réputation est aujourd'hui « calamiteuse », soutient a contrario de la linguistique indo-européenne selon laquelle les langues d'une même famille se sont développées à partir d'une langue mère commune, que les langues du monde se développent à partir d'une multitude de langues vers une langue globale unique. Dans les années 1950 et 1960, les linguistes Carlo Battisti, F. Ribezzo, et C.C. Uhlenbecker soutiennent qu'il n'a jamais existé de langue indo-européenne commune expliquant leurs ressemblances de structure par « un très long voisinage préhistorique »,. M. V. Pisani refuse alors de donner une explication génétique de l'indo-européen.
Selon le principe génétique, selon l'hypothèse de l'indo-européen commun, les similitudes entre différentes langues remontent à des relations généalogiques. De façon opposée, le modèle de l'aire linguistique souligne l'importance du facteur géographique (aéral), du voisinage des langues, pour expliquer la convergence des langues et leurs similitudes structurelles. L’idée de l’aire linguistique est d’abord apparue dans des ouvrages du linguiste polonais Jan Baudouin de Courtenay (1845-1929), étant développée par le linguiste russe Nikolaï Sergueïevitch Troubetskoï (1890-1938) de qui provient aussi la dénomination, d’abord russe языковoй союз (yazykovoï sayouz) « union linguistique », ainsi que sa traduction allemande, Sprachbund,. Le cercle linguistique de Prague a contribué à la notoriété de la notion d'aire linguistique. Due en partie à la biographie et aux vues idéologiques de Troubetskoï, dans le contexte de l'eurasisme, et n'étant en aucun cas le résultat d'un examen impartial des faits linguistiques, la notion de Sprachbund ne rencontra qu'un accueil très réservé chez la plupart des linguistes.
Le "Standard Average European" (SAE) est un concept introduit en 1939 par le linguiste Benjamin Lee Whorf qui met en avant les similiarités des langues à la fois pour leur syntaxe, leur grammaire et leur vocabulaire et non pas seulement pour la phonétique. Le linguiste Martin Haspelmath avance en 1998 que les caractéristiques du SAE ne sont pas indo-européennes mais sont dues à des innovations communes ultérieures[source insuffisante].
Le linguiste Robert Nicolaï s'engage dans l’étude du contact des langues et dans les re-conceptualisations impliquées par le développement de cette problématique. Il aborde sous cet angle du contact la question récurrente de savoir si l’origine de certaines similitudes entre les langues est génétique ou aréale. Il considère que certains traits grammaticaux ne sont pas des indicateurs de parenté génétique. Selon lui, ni la méthode phylogénétique, ni le modèle de l'arbre ne peuvent rendre compte de tout le développement des langues[source insuffisante].
Selon l'historien universitaire Stefan Arvidsson, l'idée selon laquelle les similitudes entre des langages s'expliquent par une origine indo-européenne commune tient du romantique, du nostalgique, du religieux et n'est pas un pur postulat scientifique. Pour Arvidsson, les Indo-Européens sont « le mythe-origine de la bourgeoisie ».

## Publications
(Par ordre chronologique)
- (de) Historische Sprachforschung, 1852
- Bulletin de la Société de linguistique de Paris (BSL), Paris, 1869
- (de) Indogermanische Forschungen, 1892
- Glotta, 1909
- (de) Die Sprache, 1949
- (de) Münchner Studien zur Sprachwissenschaft, 1952
- (en) Journal of Indo-European Studies, 1973
- Études indo-européennes, Lyon, 1982
- (en) Tocharian and Indo-European Studies, 1987
- Studia indo-europaea, 2001
- (en) International Journal of Diachronic Linguistics and Linguistic Reconstruction, Munich, 2004
- Wékʷos, 2014